# Тависток
Тависток (англ. Tavistock) — город в Великобритании, на юге полуострова Корнуолл, на крайнем юго-западе Англии. Входит в состав региона Юго-Западный Девон графства Девон. Тависток лежит на берегу реки Тави (англ. произн. Тейви), от которой и получил своё название. Численность населения города составляет 11 018 человек (на 2001 год, перепись).
Годом основания города Тависток считается 961, когда здесь было создано католическое аббатство. Руины аббатства сохранились по сей день в центральной части города.

## Уроженцы
- В Тавистоке родились знаменитый английский мореплаватель и пират XVI столетия Фрэнсис Дрейк и английский поэт XV века Уильям Броун[2].
- Мэри Коллинг, британская поэтесса

## В литературе
Возле Тавистока и отчасти в нём происходят события, описанные в рассказе Артура Конан-Дойля «Серебряный».

## Города — партнёры
- Понтиви
- Целле